# Макрос в языке ассемблера
Макрос — символьное имя, заменяющее несколько команд языка ассемблера.
Макросы могут включать в себя инструкции, данные, метки (в том числе и локальные), директивы (в том числе условные) ассемблера, содержать вызовы других макросов. Большинство современных ассемблеров поддерживают передачу макросу входных параметров.
В зависимости от используемого языка ассемблера, синтаксис объявления, вызова макросов и передачи им параметров может существенно различаться.
Макросы «разворачиваются» в последовательность кода и данных во время ассемблирования (трансляции программы).
Перед тем как использовать макрос, его необходимо объявить. Часто стандартные макросы уже находятся в готовом виде в стандартных подключаемых файлах, в таком случае для их использования в программе необходимо просто подключить нужный файл.

## Достоинства и недостатки
Использование макросов имеет ряд достоинств:
- Упрощение и ускорение написания программы.
- Повышение компактности исходного кода и его наглядности («читабельности»).
- Упрощение последующего редактирования текста программы, снижение вероятности внесения рутинных ошибок.
- Более быстрое выполнение по сравнению с процедурой, так как макрос не требует использования инструкций перехода на процедуру и возврата из неё.

В то же время, использование макросов может иметь и некоторые недостатки:
- Использование «шаблонного кода», в то время как для каждой конкретной ситуации код, возможно, можно улучшить.
- Вставка в текст программы одного и того же макроса, генерирующего один и тот же код N раз, может требовать больше памяти программ, чем описание процедуры и затем вызов её те же N раз.

## Пример объявления и вставки макроса
Объявление макроса на диалекте ассемблера FASM может иметь вид:
```
macro
 
stos0
 
{

      
xor
 
al
,
al

      
stosb

}

```

При дальнейшей вставке макроса в текст строки
```
stos0

```

транслятор заменит его на последовательность
```
xor
 
al
,
al

stosb

```